# باب سیمپسون
باب سیمپسون (انگلیسی: Bob Simpson; ۳ فوریهٔ ۱۹۳۶ – ۱۵ اوت ۲۰۲۵) بازیکن کریکت اهل استرالیا بود.